# Salvatrice
Salvatrice é o quarto álbum de estúdio gravado pela cantora ítalo-brasileira Deborah Blando e lançado em 2001 pela Abril Music. Foi produzido por Ari Sperling, e trata-se de um CD com regravações de músicas modernas italianas, onde Deborah revisita suas origens, uma vez que ela nasceu na Itália.

## Faixas
| #   | Título                                  |      |
| --- | --------------------------------------- | ---- |
| 1.  | "Cuccioli"                              | 4:31 |
| 2.  | "Il Volo"                               | 4:21 |
| 3.  | "In assenza di te"                      | 4:10 |
| 4.  | "Non abbiam bisogno di parole"          | 3:55 |
| 5.  | "Cronaca"                               | 4:05 |
| 6.  | "Seamisai"                              | 3:32 |
| 7.  | "Amici mai"                             | 4:31 |
| 8.  | "Così è la vita"                        | 4:27 |
| 9.  | "Com mie lacrime così (As tears go by)" | 2:54 |
| 10. | "In una notte così"                     | 4:10 |
| 11. | " Ti amo ovounque sei"                  | 4:04 |
| 12. | "Un oceano di silenzi (Oceano)"         | 5:00 |
| 13. | "Senza Confini"                         | 4:14 |
| 14. | "La disciplina della terra"             | 3:40 |